# 1900–1901-es belga labdarúgó-bajnokság (első osztály)
Az 1900–1901-es Jupiler League volt a 6. alkalommal megrendezett, legmagasabb szintű labdarúgó-bajnokság Belgiumban. A szezonban 9 klubcsapat vett részt.
A címvédő a Rhodienne-De Hoek volt. A bajnokságot újra a Rhodienne-De Hoek csapata nyerte meg.

## Tabella
| Hely. | Csapat                                 | M  | Gy | D | V  | G+ | G– | Gk  | P  | Továbbjutás vagy kiesés |
| ----- | -------------------------------------- | -- | -- | - | -- | -- | -- | --- | -- | ----------------------- |
| 1.    | Rhodienne-De Hoek                      | 16 | 10 | 6 | 0  | 44 | 11 | +33 | 26 | A szezon bajnoka        |
| 2.    | Beerschot AC                           | 16 | 11 | 3 | 2  | 47 | 21 | +26 | 25 |                         |
| 3.    | Léopold                                | 16 | 10 | 3 | 3  | 37 | 20 | +17 | 23 |                         |
| 4.    | Athletic and Running Club de Bruxelles | 16 | 7  | 4 | 5  | 39 | 26 | +13 | 18 |                         |
| 5.    | Skill de Bruxelles                     | 16 | 5  | 3 | 8  | 36 | 30 | +6  | 13 |                         |
| 6.    | Liège                                  | 16 | 5  | 3 | 8  | 21 | 29 | −8  | 13 |                         |
| 7.    | Verviétois                             | 16 | 6  | 0 | 10 | 19 | 43 | −24 | 12 |                         |
| 8.    | Club Brugge                            | 16 | 2  | 4 | 10 | 10 | 45 | −35 | 8  |                         |
| 9.    | Cercle Brugge                          | 16 | 1  | 4 | 11 | 16 | 44 | −28 | 6  |                         |

## Mérkőzések
| Hazai \ Vendég                         | BEE | CSB  | FCB | ARC | LÉO | RCB | SKI | FCL | VER |
| -------------------------------------- | --- | ---- | --- | --- | --- | --- | --- | --- | --- |
| Beerschot AC                           | —   | 10–2 | 2–0 | 1–0 | 2–1 | 2–2 | 5–3 | 5–0 | 2–0 |
| Cercle Brugge                          | 0–3 | —    | 0–0 | 3–3 | 0–1 | 1–2 | 1–1 | 4–1 | 1–2 |
| Club Brugge                            | 0–3 | 2–2  | —   | 2–0 | 0–1 | 1–4 | 5–0 | 2–2 | 2–3 |
| Athletic and Running Club de Bruxelles | 3–1 | 6–0  | 9–0 | —   | 1–1 | 1–1 | 2–2 | 5–0 | 1–0 |
| Léopold                                | 3–2 | 3–1  | 6–1 | 3–5 | —   | 0–0 | 3–1 | 6–0 | 5–0 |
| Rhodienne-De Hoek                      | 1–1 | 4–1  | 5–0 | 4–0 | 1–1 | —   | 5–0 | 5–0 | 8–0 |
| Skill de Bruxelles                     | 3–3 | 7–0  | 7–0 | 3–2 | 2–3 | 1–4 | —   | 5–0 | 4–2 |
| Liège                                  | 2–4 | 3–0  | 0–0 | 3–2 | 3–1 | 2–2 | 2–0 | —   | 3–2 |
| Verviétois                             | 1–6 | 5–0  | 1–0 | 2–4 | 1–4 | 0–6 | 3–2 | 2–1 | —   |